# Vårkumla kyrka
Vårkumla kyrka är en kyrkobyggnad i Kinneveds församling (före 2002 Vårkumla församling) i Skara stift. Den ligger i sydvästra delen av Falköpings kommun.

## Kyrkobyggnad
Kyrkan uppfördes i huvudsak under åren 1135-1250. Den har klockstapel och ett rakt avslutande kor i öster. Vapenhuset i söder liksom sakristian i norr har tillkommit senare. Kyrkorummets kryssvalv och långhusets målningar är senmedeltida, sannolikt från 1400-talet. Målningen i koret anses vara från 1600-talet.

## Inventarier
- En tronande madonnaskulptur från mitten av 1200-talet utförd i ek. Höjd 122 cm. [1]
- Fyra helgonfigurer som suttit i ett altarskåp från slutet av 1400-talet.[2]
- På altaret står en malmljusstake från 1700-talet.

## Gravstenar
Vid kyrkan finns flera bevarade medeltida gravstenar. Två är försedda med runskrift och den mest välbevarade - Vg 139 - står uppställd vid kyrkans södra vägg.

## Exteriörbilder

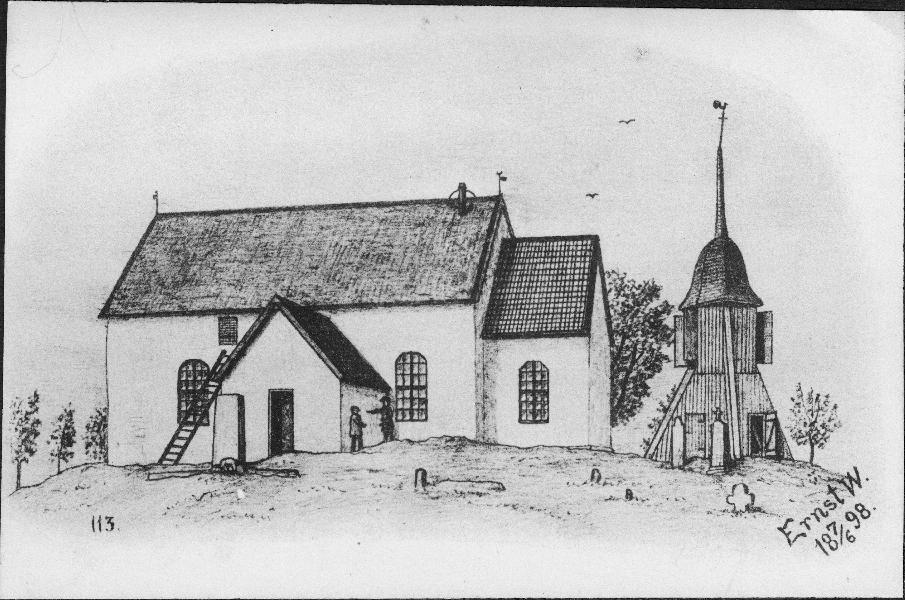
Kyrkan på teckning 1898.
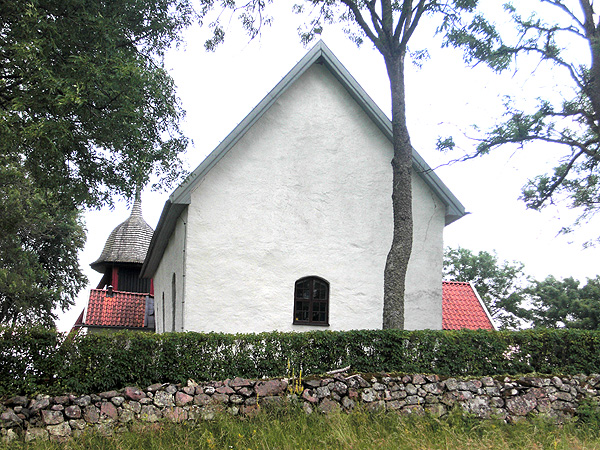
Exteriör.
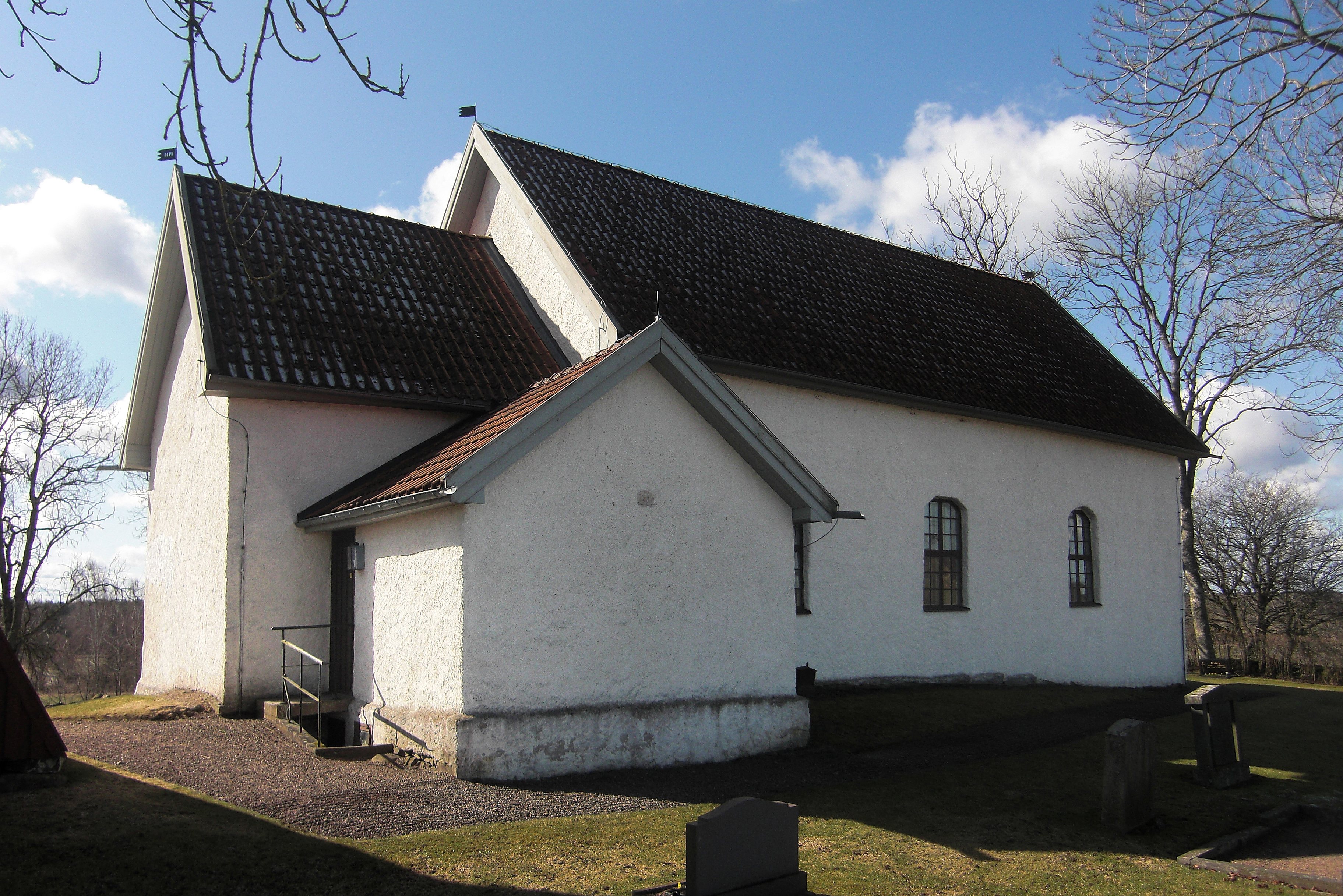
Exteriör.
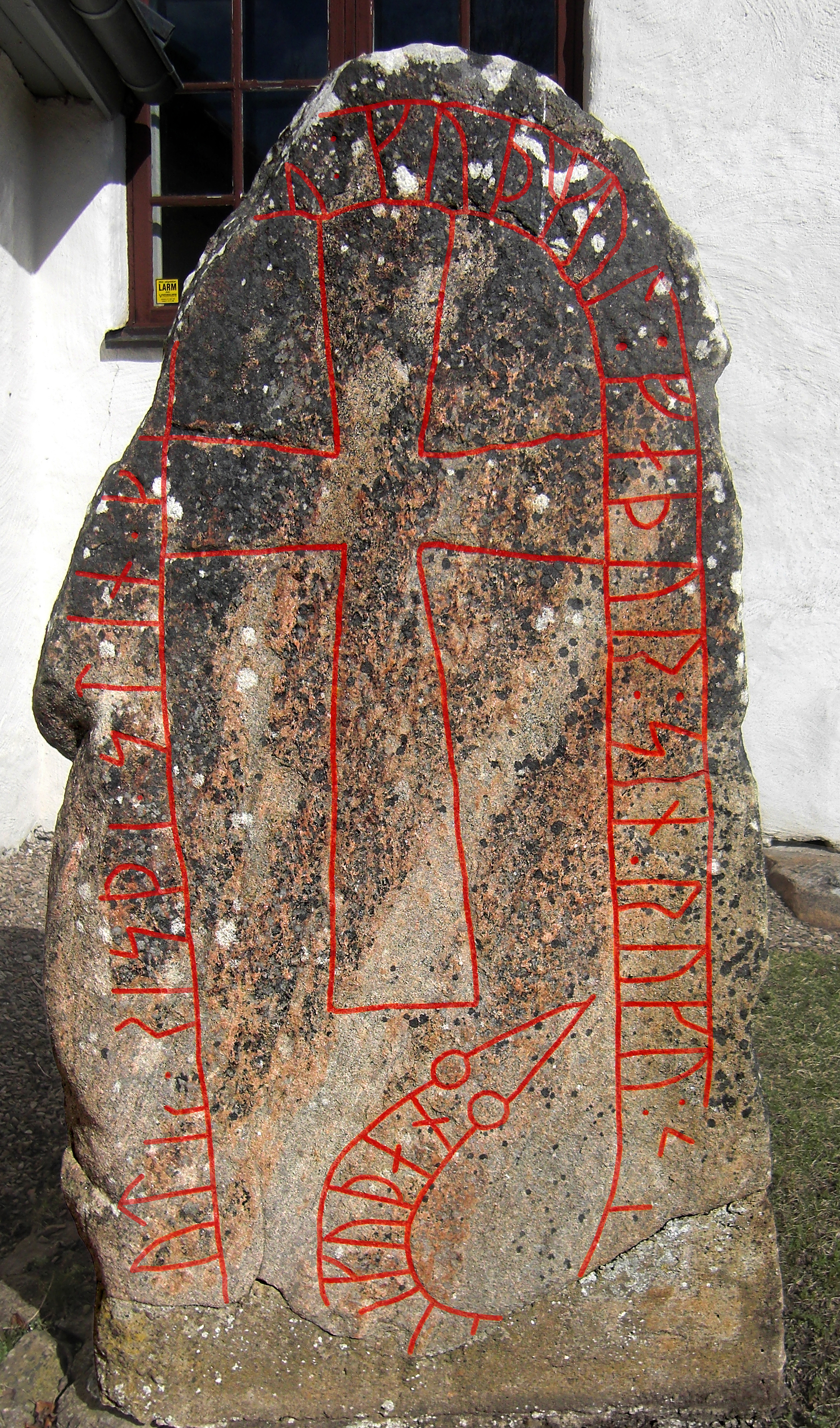
Runstenen med inskrift: ...göt reste denna sten efter Gudmund, sin fader, Ruggas son, en mycket god (man).

## Interiörbilder

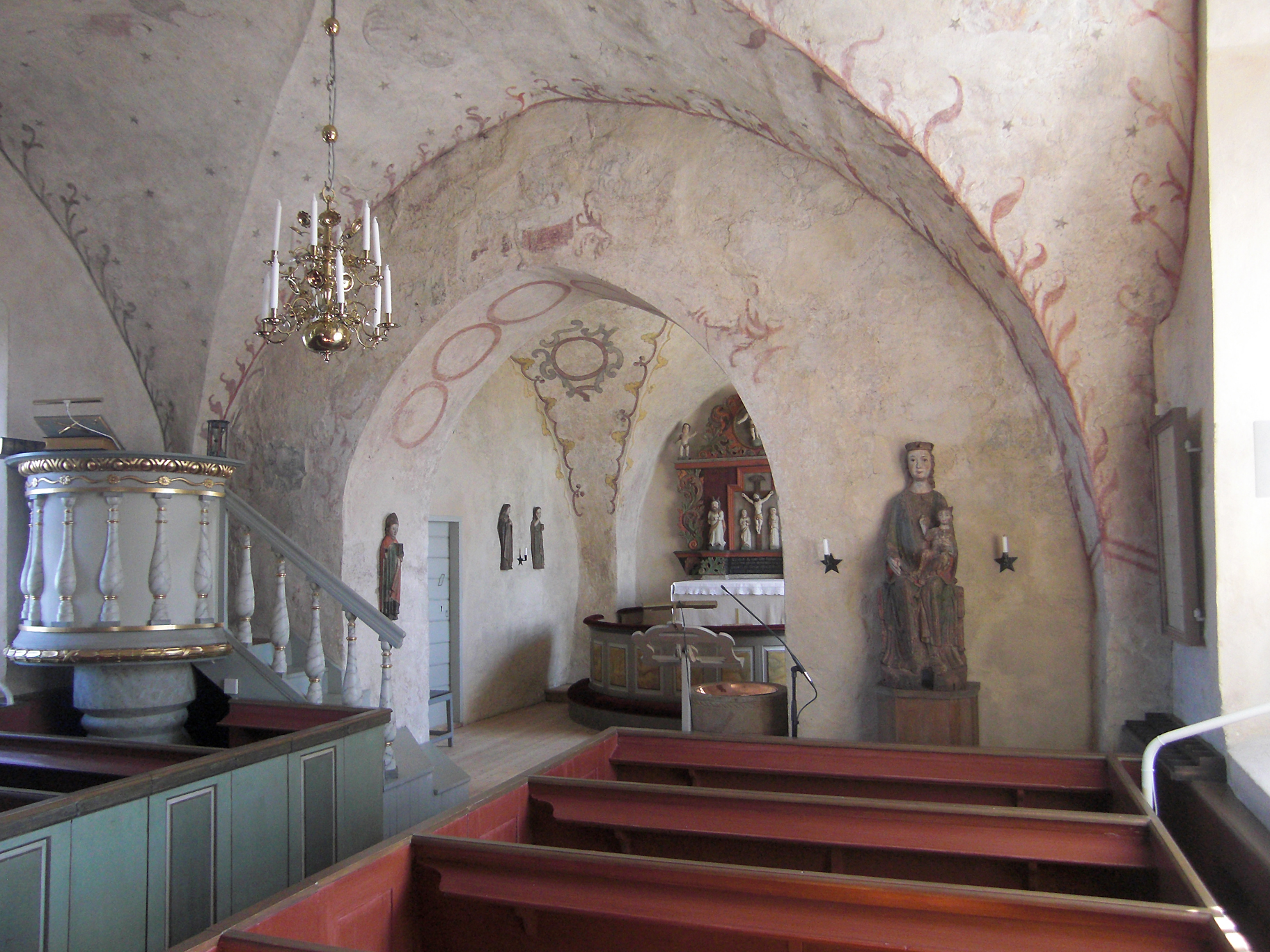
Kyrkorummet
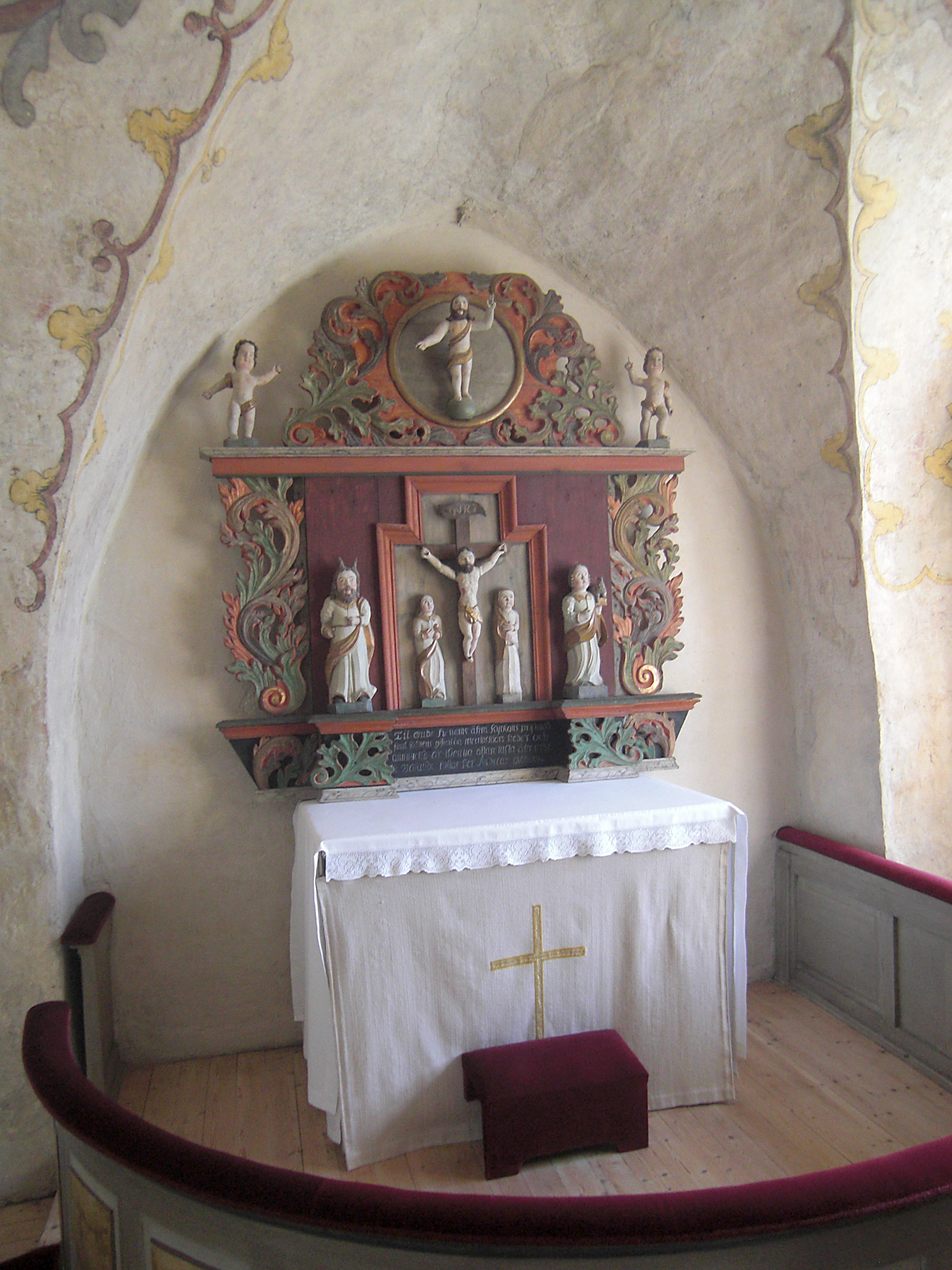
Altaruppsatsen
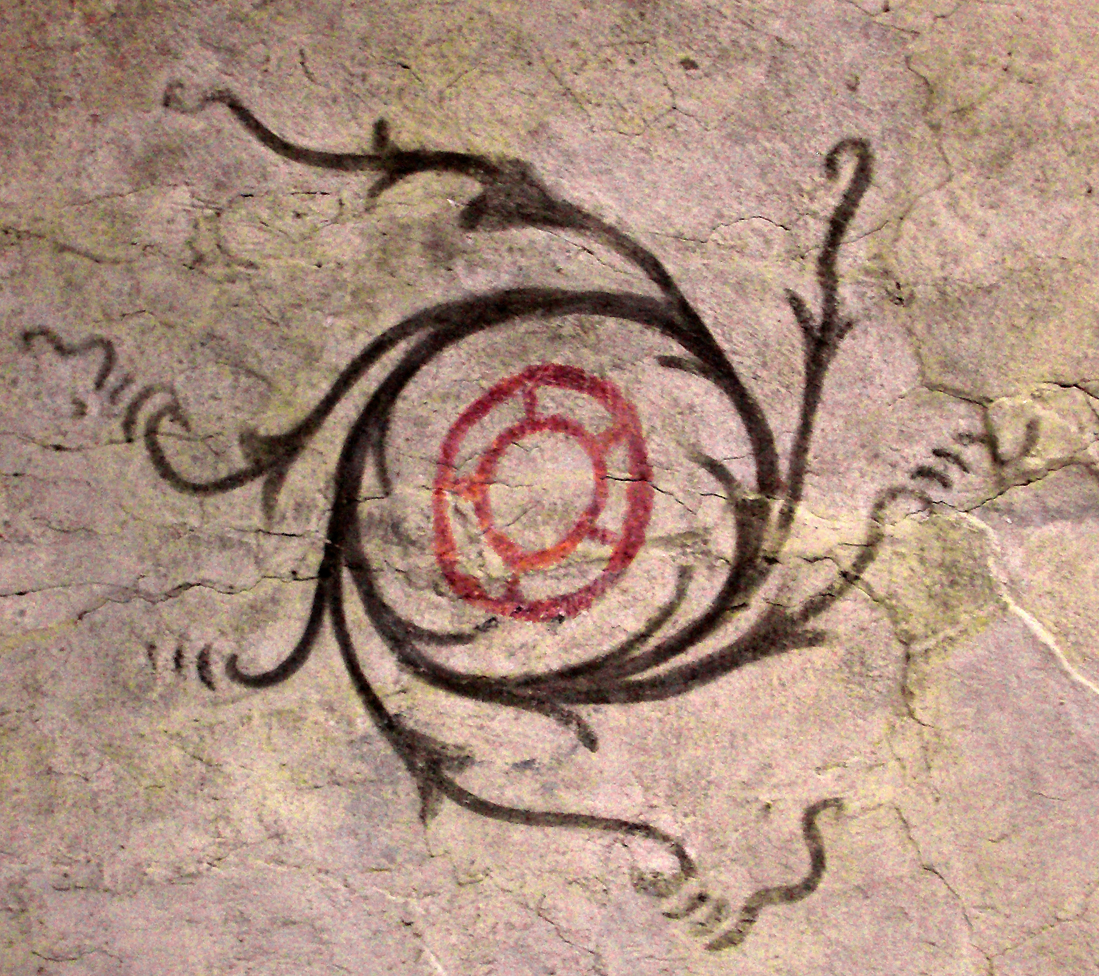
Detalj av takmålning.
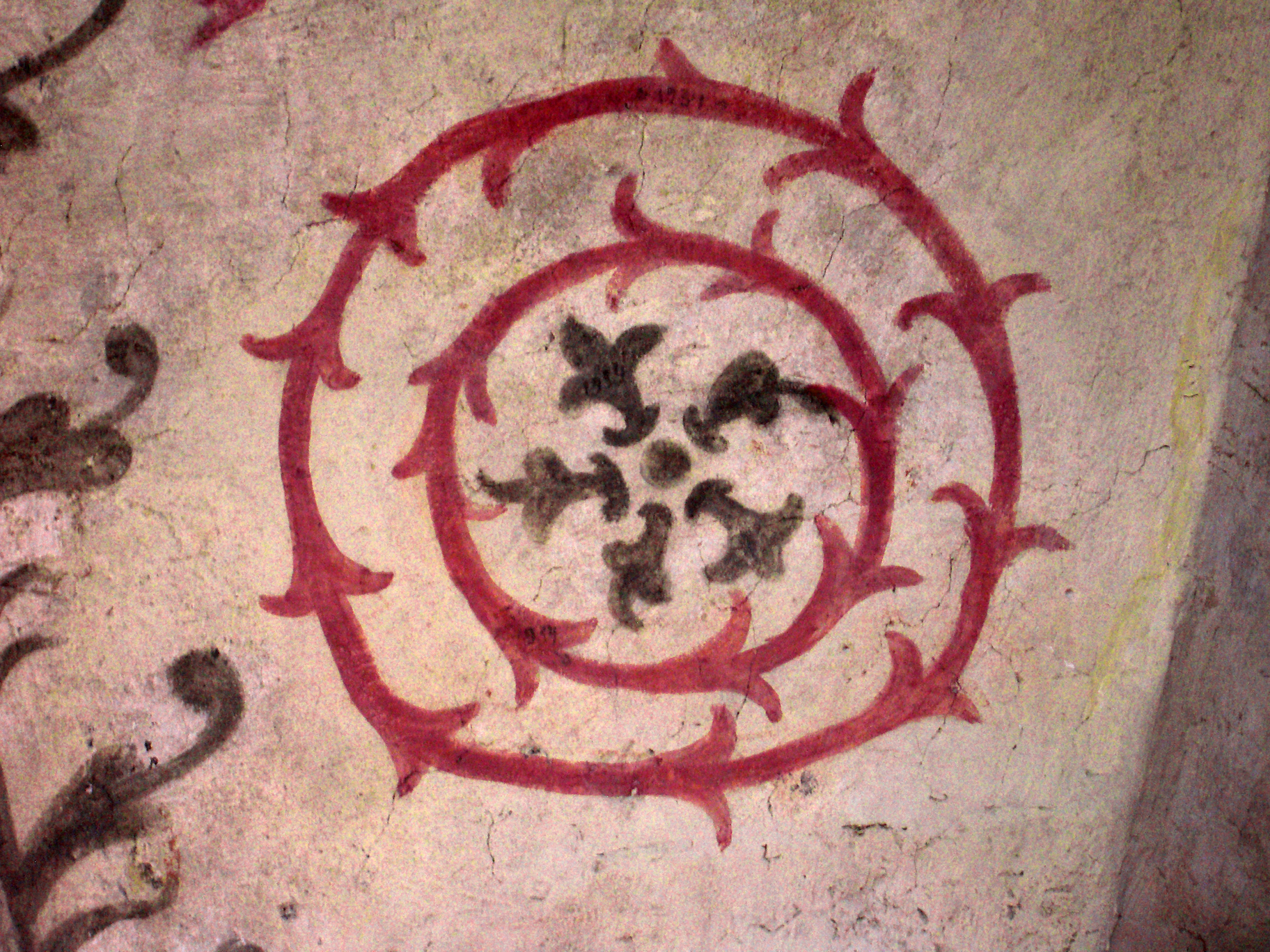
Detalj av takmålning.
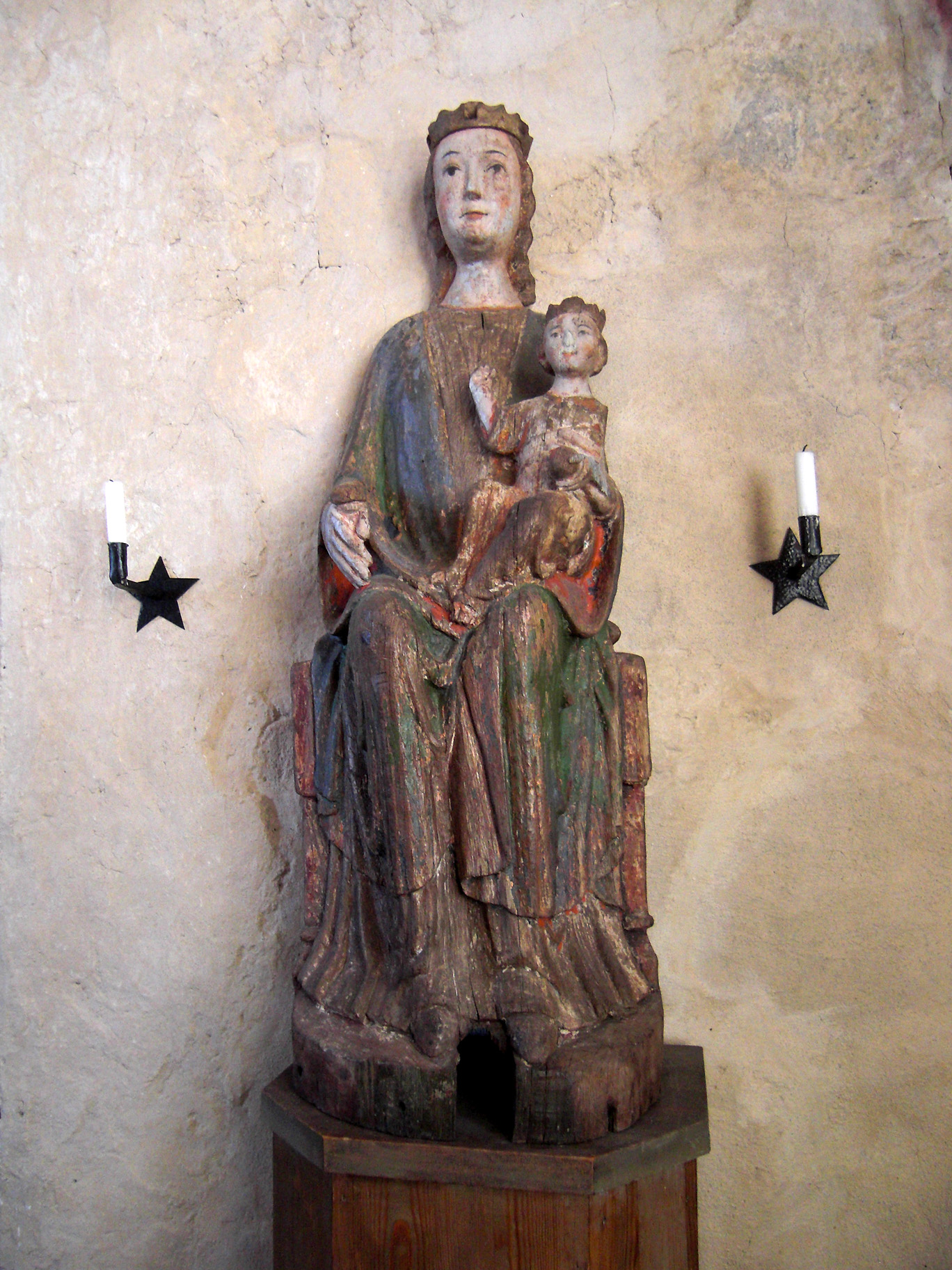
Madonnan från 1200-talet.